# سندی مایر
 سندی مایر (انگلیسی: Sandy Mayer؛ زاده ۵ آوریل ۱۹۵۲) یک تنیس‌باز اهل ایالات متحده آمریکا است.